# ヘルイ・ウォルデ・セラシエ

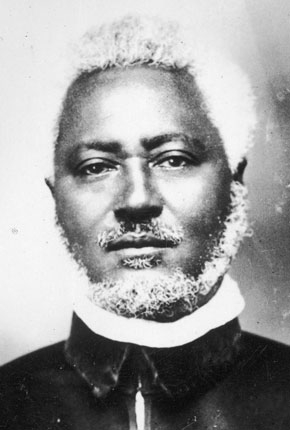
エチオピアの歴史家で外務大臣のヘルイ・ウォルデ・セラシエ（1878-1938）

ヘルイ・ウォルデ・セラシエ（1878年5月8日– 1938年9月19日; アムハラ語: ብላቴን፡ጌታ፡ኅሩይ፡ወልደ፡ሥላሴ、Blatten-Geta Həruy Wäldä-səllase）は、エチオピアの外務大臣であり、アムハラ語の作家であった。バール・ザウデは、彼の経歴は「20世紀初頭の知識人の偉大な成功物語として際立っている」と述べ、「彼の多数の文学的記録、ハイレ・セラシエ1世への影響力、そして官僚制階層における彼の出世は、すべて順風満帆な進展によって特徴づけられていた。」と続けている。エドワード・ウレンドルフはこの評価に同調し、彼の全作品を "相当で卓越した文学作品 "と表現している。 
1936年初めにヘルイに会ったジョン・スペンサーは、彼のことを「背が低く、太っていて、白髪の男性...あごひげを生やし、カフェオレのような肌の色をしていた」と描写している。肥満体と後傾の姿勢は、黒いマントと目の輝きがないことを除けば、サンタクロースのようであった。外務大臣としての地位と、エチオピアの歴史に関する著作でエチオピア人の間で高い評価を得ていたことを反映してか、彼の動きは非常に重々しく慎重であった。 

## 経歴

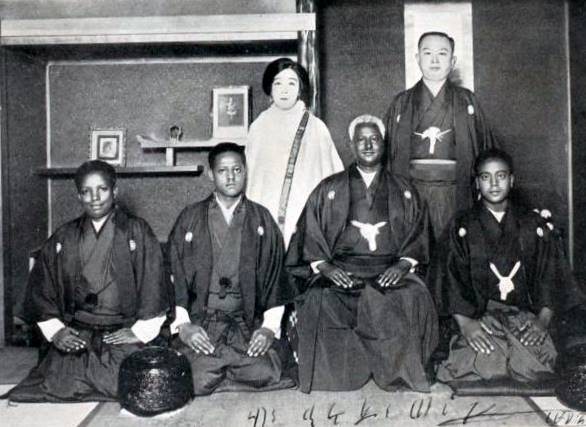
大日本帝国でのヘルイ・ウォルデ・セラシエ（前列右から2人目）。1931年。後列は使節団の日本側世話人の角岡知良夫妻。角岡は弁護士で、日エ同祖論などを唱えたツラン運動家

メルハベテ地方のゲブレ・マスカルに生まれたヘルイは、13歳の時に父親が亡くなるまで、地元の教会で伝統的な方法で初期教育を受けた。彼は大地主の助祭として衣食住の見返りに働いて生計を立てていたが、セラレの知事のデジャズマク・バシャ・アボイエ(Dejazmach Bashah Abboye)の書記官に任命されるまでは、その仕事を続けた。他の事務職を続けていると、ついにエントット山の聖ラグエル教会の司祭たちの目に留まり、彼の学習への意欲を再燃させた。彼はその教会併設の学校に入り、エチオピア正教会の司祭マムヘル・ワルダ・ギヨルギスから教育を受けた。バール・ザウデによると、ワルダ・ギヨルギスが彼に「ヘルイ」（アムハラ語で「尊い」の意）という名前を与えたという。伝統的教育に満足しなかったヘルイは、遠くに目を向け、アディスアベバにあるスウェーデンのミッションスクールで英語を学び、フランスの獣医チームで働いてフランス語を学んだ。1916年、摂政ラス・テファリ（後のハイレ・セラシエ皇帝）は、アディスアベバの行政官にヘルイを任命した。1922年8月7日の国際連盟へのエチオピア初の代表団の一員であり、1924年の摂政のヨーロッパ視察に同行した随行員の一人でもあった。1930年代初頭には外務大臣に昇進し、第二次エチオピア戦争の勃発時に外務大臣を務めた。 
1931年の日本への外交使節団の団長として派遣された際に、彼は感銘を受け、両国の関係強化を主張した。彼は、日本をモデルにした軍事訓練と近代化で、両国の独立の維持を期待した。しかし、この希望は幻想であることが示され、日本軍の親エチオピア的な側面は、イタリアとの戦争が始まって間もなく、イタリアとの同盟を全面的に受け入れてしまった。 
ヘルイは、ハイレ・セラシエ1世がジュネーブで国際連盟で演説をするためにエチオピアを離れることに反対票を投じた3人の評議会メンバーの1人であったが、亡命中の皇帝に加わった。ヘルイはフェアフィールド・ハウスで死去し、王室が亡命していたバース市のフェアフィールド・ハウスに埋葬されたが、最終的には遺体がエチオピアに戻された。自伝の中でヘルイを「聡明で意志が強い」と評したハイレ・セラシエ1世は、ヘルイの葬儀の際の哀歌に次の言葉を入れている。 
同僚であり友人であるヘルイよ、君が国への奉仕を成功裏に終えて旅立つ時、もし私が「君は偉大だ」と言わなければ、君の業績は私の言葉が嘘だと示すだろう。邪悪な人々が発生させた嵐は世界を不安定にし、君を叩いたが、打ち負かすことはなかった。それなのに、君は偉大で親切な主の支配に従わなければならなかった。私たちは皆、いずれはこれに従わなければならない。

## 知的重要性
セラシエは、より広くてゆるい「若い日本化する人たち」（Young Japanisers）を支持し、非公式に交際していたことで知られている。このグループは、エチオピアと日本を比較し、明治維新に似た近代化を支持した20世紀初頭のエチオピアの学派のことを指している。他の知識人は、ヘルイの友人のテクレ・ハワリアト・テクレ・マリヤムとゲーブル・ヘイワット・ バイケーデンが含まれている。ヘルイは、日本とエチオピアの間には共通点があると考えていた。その中には、日本とエチオピアには長い間、皇族の血統があり、両国には「移動する首都」があり、西洋に抵抗してきた点が含まれていた。彼は、エチオピアと日本はお互いに似ているので、お互いをもっと意識する必要があると考えていた。それは彼が日本が両国間でより繁栄し、よりうまく近代化したと認識していたと言われる。彼の1932年の作品『Mahidere Birhan: Hagre Japan』（光の源：日本国）は、この思想を説明している。同書はアフリカでの初の日本人論と言われ、1934年にイタリア人言語学者オレステ・ヴァッカーリ（Oreste Vaccari, 1886–1980）と日本人妻で同じく言語学者のエンコ・エリーザ・ヴァッカーリ（Enko Elisa Vaccari, 1896-1983）によって邦訳され、『大日本』の名で日本でも刊行された。
ヘルイの唯一の小説であり、アファワルク・ガブラ・リヤサスの『レッブ・ワラッド・タリク』以来、初めて書かれ、出版されたものは1932年出版の『アディス・アラム』（新世界）である。ジャック・フェルマンが説明するように、「80ページの小説のプロットは基本的に単純で、物語は複雑なことはほとんどなく、迅速かつ鮮やかに進み、言語は明確で簡潔である。外国語は一切使われていない。」と説明している。この小説は、ヘルイが辺境の村と表現しているテグレットで生まれたアワカの人生を描いている。彼は教育を受けたいと願い、訪れたフランス人に仕えてフランスに行くことに成功する。パリでアワカは言語や科学を学ぶが、8年後にホームシックになり、テグレットに戻る。しかし、一度彼が戻ると、彼の家族や友人が彼の新しい "革命的な "外国のアイデアを容認することはできないことがわかった。小説は、アワカの近代的なヨーロッパの考えとエチオピアのより伝統的なものとの間の対立のテーマを展開し続けている。アディス・アラムは楽観的な記述で終わる。アディスアラムは楽観的なノートで終わり、エチオピア正教会により提案される妥協的な解決策が、西洋世界の恩恵や、エチオピアの伝統的方法の少なくともいくつかの側面を変える必要性と出会って認識しているとし、「おそらく適切で先駆的な仕事」とフェルマンは書いている。 
アレクサンドリアのヴィクトリア・カレッジとオックスフォード大学で教育を受けた息子のシラク・ヘルイは、サミュエル・ジョンソンの『ラッセラス』をアムハラ語に翻訳した。

## 執筆
ヘルイ・ウォルデ・セラシエは28冊の本を出版した。 
- Yä-həywättarik（伝記）：bähʷala zämän läminäsu ləǧǧočč mastawäqiya [人生の歴史（伝記）：後世への指針] アディスアベバ： E.C.1915（= AD 1922/1923）
- Wädaǧe ləbbe [私の友、私の心] アディスアベバ：ImprimerieÉthiopienne E.C. 1915
- Goha Ṣäbah. Addis Abeba：Imprimerie du Gouvernement d'Éthiopie E.C. 1919
- Yä-ləbb assab：yä-bərhan-ənna yä-ṣəyon mogäsa gabəčča [心の思想：光とシオンの壮大な融合] アディスアベバ：Goha Ṣäbah E.C. 1923
- Addis Aläm [新世界] アディスアベバ：Goha Ṣäbah E.C. 1924 Eth
- Mahdara berhan hagara Japan [光の源：日本国]アディスアベバ：Gobi Sebah Press, 1932 （幣原喜重郎による序文付きで、オレステ・ヴァカーリによって大日本として日本語に翻訳された[8]。東京、英文法通論発行所、1934）
- Əne-nna wädaǧočče, mälk gəṭəm bä-səmaččäw [私と私の友達、彼らの名前と通した登場の詩] アディスアベバ：Goha Ṣäbah E.C. 1927